# Novo Triunfo
Novo Triunfo es un municipio brasilero del estado de Bahía. Fue fundado en 1989. Su población en 2007 era de 14.814 habitantes. Se localiza a 360 km de la capital, Salvador.
Novo Triunfo está situado en la región Nordeste de la Bahía, a una distancia de 360 km de la capital Salvador. Hace límite con los municipios de Antas, Euclides de la Cunha, Canudos, Sitio del Quinto, Jeremoabo y Cícero Dantas. El acceso al municipio se da a través de la BR 110 y de la BA 396. 
El Municipio tiene una población de 14.814 habitantes por el censo de 2007 (aproximadamente 6.100 en el área urbana y 8.714 en el área rural), distribuidos en 218 km² generando una densidad de casi 70 hab/km². De entre los 417 municipios bahianos, ocupa la posición 403º en el Índice de Desarrollo Económico, 314º en el Índice de Desarrollo Social, 301º en el PIB, producto interno bruto y tiene un índice de Desarrollo Humano de 0,582.

## Historia
Novo Triunfo fue fundado por Antônio Guerra en el siglo pasado. Al pasar a la categoría de poblado recibió el nombre de Triunfo de Antas, ciudad a la cual pertenecía. Su emancipación política se dio el 24 de febrero de 1989, recibiendo finalmente el nombre de Novo Triunfo.